# Попов, Евгений Анатольевич (хоккеист)
Евгений Анатольевич Попов (укр. Євген Анатолійович Попов; 2 января 1961, Киев, Украинская ССР) — советский хоккеист, нападающий, украинский тренер.

## Биография
Был капитаном юниорской сборной Украинской ССР на зимней Спартакиаде народов СССР 1978 года, команда на турнире заняла седьмое место.
Выступал за юниорскую сборную СССР (U18). В сезоне 1979 года стал бронзовым призёром чемпионата мира в своём возрасте, сыграл на турнире 5 матчей, в которых набрал 3 (2+1) очка.
Начал взрослую карьеру в киевском «Соколе», сыграв один матч в высшей лиге в сезоне 1978/79. В 1979 году перешёл в другой клуб из Киева — «Красный экскаватор», в его составе забросил 7 шайб во второй лиге. В ходе сезона 1979/80 перешёл в «Ижсталь», сыграл 5 матчей в высшей лиге, а на следующий сезон — 5 игр в первой лиге. В ходе сезона 1980/81 перешёл в харьковское «Динамо», в котором за полтора сезона сыграл 24 матча и забросил 6 шайб во второй лиге.
Всего в высшей лиге СССР сыграл 6 матчей, в которых не набрал ни одного очка.
После 1982 года в соревнованиях мастеров не выступал. 
Входил в тренерский штаб сборной Украины времен руководства командой Анатолием Хоменко.